# نكسس 4
نيكسس 4 هو رابع إضافة لسلسلة غوغل نيكسس من غوغل التي تعمل على نظام أندرويد.تم تصميم وصناعة نيكسس 4 من قبل شركة إل جي.
يحتوي الجهاز على معالج سناب دراغون S4 برو رباعي النواة بسرعة 1.5 غيغا هرتز،2 غيغا بايت رام، إضافة إلى 8 أو 16 غيغابايت سعة تخزينية.
يستطيع الجهاز بالتقاط صور وفيديوهات بدقة 1080بي فيديو عالي الوضوح باستخدام الكاميرا الأمامية بدقة 1.3 ميغا بيكسل وكاميرا خلفية 8 ميغا بيكسل.
تم إصدار الإجهاز مع نظام إندرويد الجديد 4.2 جيلي بين (حلوى الفاصولياء).